# Carlos Bernardes
Pour les articles homonymes, voir Bernardes.
Carlos Bernardes (né à São Caetano do Sul) est un arbitre international de tennis brésilien.

## Biographie
Il a commencé en tant que juge de ligne, et était professeur de tennis, mais a renoncé à devenir joueur professionnel.
Il a arbitré cinq finales de tournoi du Grand Chelem au cours de sa carrière, la première étant celle entre Andy Roddick et Roger Federer à l'US Open 2006.
D'après The Tennis Space, il fait partie du Top 10 des meilleurs arbitres du circuit. Arbitre professionnel depuis les années 1990, il est actuellement l'un des plus expérimenté du circuit.
Lors de l'ATP World Tour Finals 2010, il a été accusé par Tomáš Berdych d'avoir eu peur du no 1 mondial de l'époque Rafael Nadal qui avait protesté sur un point litigieux. Un autre incident du même type s'est produit entre les mêmes joueurs lors d'un quart de finale de l'Open d'Australie en 2012. Ce qui n'empêche que pour Nadal, Carlos Bernardes « est un fantastique arbitre, l'un des meilleurs du circuit ». Cependant, en 2015, Nadal déclare ne plus vouloir être arbitré par Carlos Bernardes.
Il a été arbitre lors des Jeux olympiques de 2004, 2008, 2012 et 2016; il ne manque plus dans son parcours qu'à arbitrer une finale olympique.
En début de saison 2024, il est annoncé qu'il s'agira de la dernière saison de sa carrière.